# Ultimo Mondo Cannibale
Ultimo Mondo Cannibale (pol. Zapomniany świat kanibali) – włoski zespół goregrind i pornogrind powstały w 2005 roku w Rzymie. Nazwa zespołu pochodzi od nakręconego w 1977 roku włoskiego horroru w stylu gore Zapomniany świat kanibali oraz tytułu jednej z płyt amerykańskiego zespołu Impetigo.

## Historia
Zespół powstał w 2005 roku w Rzymie. Trójka młodych muzyków, Vito, Fra i Piss, zainspirowana popularnymi wówczas włoskimi horrorami gore oraz muzyką pochodzącej z Illinois amerykańskiej grupy Impetigo rozpoczęła nagrywanie muzyki w stylu grindcore. Początkowo zespół grał wyłącznie covery Impetigo, ale niedługo potem zaczął tworzyć własną muzykę. Pierwsze sześć utworów powstało w roku 2006 trafiając na demo zespołu.
Pod koniec 2007 roku zespół zaczął nagrywanie nowego materiału wyłącznie w stylu goregrind. Utwory te trafiły na debiutancką płytę Pornokult wydaną początkiem roku 2008 nakładem niemieckiej firmy Rotten Roll Rex. Na początku roku 2009 gotowe było kolejne wydawnictwo grupy 7'' EP, split z hiszpańską grupą Mixomatosis. Płyta ukazała się nakładem L'é Tütt Folklor Records jako koprodukcja kilku wytwórni.
W październiku 2009 z zespołu odszedł Piss, którego zastąpił nowy perkusista CristiANUS. W tym składzie grupa nagrała w 2010 kolejny split ze szwedzką grupą Facial Abuse i wydała go pod flagą Hecatombe Records. Rok później ukazuje się nakładem Mierdas Prods kolejny split, tym razem z meksykańskim zespołem porngrind TPF, wydany jako limitowany biały digipak.
Drugi pełnometrażowy album grupy Drink my milk ukazuje się 16 sierpnia 2011 roku nakładem Rotten Roll Rex. Niedługo potem, na początku 2012 roku, światło dzienne ujrzał 7'' split wydany wspólnie z hiszpańskim zespołem Tu Carne. W roku 2013 nakładem Rotten Roll Rex ukazuje się split CD wydany wspólnie z niemieckimi pionierami stylu goregrind, zespołem Mucupurulent. W roku 2014 zespół zaczął nagrywać nowy materiał, który jednak do dziś (2016) jeszcze się nie ukazał. W międzyczasie zaszła kolejna zmiana składu, w miejsce mającego problemy osobiste Cristiano pojawia się nowy perkusista Alex. Zespół Ultimo Mondo Cannibale przez cały czas istnienia intensywnie koncertuje. Brał udział we wszystkich większych festiwalach i imprezach swego gatunku, takich jak Obscene Extreme 2009, 2014 w Czechach, Extremefest 2013 w Niemczech, Fekal Party 2010, Morbide Festspiele 2010, Zverovision 2013 w Kijowie, Hell Inside Festival 2013 w Niemczech i innych. Zespół w 2014 roku odbył też tournée po Meksyku.

## Styl muzyczny
Muzyka zespołu to goregrind, ekstremalna odmiana grindcore. Ze względu na treści utworów oraz przekaz graficzny na płytach czy sceniczny jest też klasyfikowana do własnej kategorii o nazwie pornogrind. Jak prawie każdy zespół grający ten gatunek, także i Ultimo Mondo Cannibale ma wokal, z którego nie sposób zrozumieć treści utworów, a ich tematyka dotyczy szeroko pojętej pornografii i fizjologii.

## Skład zespołu

### Obecny
- Fra - wokal, gitara
- Vito - wokal, gitara
- Alex - instrumenty perkusyjne

### Byli członkowie
- Piss - instrumenty perkusyjne
- CristiANUS - instrumenty perkusyjne

## Dyskografia[17]
- 2006 - Promo CD (Demo)
- 2008 - Pornokult CD (Rotten Roll Rex)
- 2008 - Split EP z Mixomatosis (L'é Tütt Folklor Records)
- 2009 - Split CD z Facial Abuse (Hecatombe Records)
- 2020 - Split CD z TPF (Mierdas Prods)
- 2011 - Drink my milk CD (Rotten Roll Rex)
- 2012 - Split EP z Tu Carne (Rotten Roll Rex)
- 2013 - Split CD z Mucupurulent (Rotten Roll Rex)